# Бродщинська сільська рада
Бродщинська сільська рада — колишній орган місцевого самоврядування у Кобеляцькому районі Полтавської області з центром у c. Бродщина.

## Населені пункти
Сільраді були підпорядковані населені пункти:
- c. Бродщина
- с. Леваневське
- с. Миколаївка
- с. Павлівка
- с. Самарщина